# Коротичанська селищна рада
Коротичанська се́лищна ра́да — адміністративно-територіальна одиниця та орган місцевого самоврядування в Харківському районі Харківської області. Адміністративний центр — селище міського типу Коротич.

## Загальні відомості
Коротичанська селищна рада утворена в 1921 році.
- Територія ради: 31,84 км²
- Населення ради: 5 961 особа (станом на 2001 рік)

## Населені пункти
Селищній раді підпорядковані населені пункти:
- смт Коротич
- с-ще Новий Коротич
- с. Стара Московка

## Склад ради
Рада складається з 30 депутатів та голови.
- Голова ради: Прудкий Анатолій Володимирович
- Секретар ради: Бец Валентина Миколаївна

### Керівний склад попередніх скликань
| Прізвище, ім'я, по батькові    | Основні відомості                                                                            | Дата обрання | Дата звільнення |
| ------------------------------ | -------------------------------------------------------------------------------------------- | ------------ | --------------- |
| Горбаньова Тетяна Григорівна   | Селищний голова, 1954 року народження, освіта вища,, був головою ради попереднього скликання | 26.03.2006   | 31.10.2010      |
| Прудкий Анатолій Володимирович | Селищний голова, 1949 року народження, освіта вища, безпартійний                             | 31.10.2010   |                 |

Примітка: таблиця складена за даними сайту Верховної Ради України

### Депутати
За результатами місцевих виборів 2010 року депутатами ради стали:

#### За суб'єктами висування
| Суб'єкт висування    | Кількість обраних депутатів | %    |
| -------------------- | --------------------------- | ---- |
| Партія регіонів      | 22                          | 73,3 |
| Партія «Відродження» | 4                           | 13,3 |
| Самовисування        | 4                           | 13,3 |

#### За округами
| № округу             | Прізвище, ім'я, по батькові     | Дата визнання обраним | Освіта             | Партійна приналежність    | Відомості про обраного депутата                                                  |
| -------------------- | ------------------------------- | --------------------- | ------------------ | ------------------------- | -------------------------------------------------------------------------------- |
| Партія «ВІДРОДЖЕННЯ» |                                 |                       |                    |                           |                                                                                  |
| 1                    | Воронько Євген Євгенійович      | 03.11.2010            | середня            | член Партії «ВІДРОДЖЕННЯ» | Вокзал Харків пасажирський Південноїзалізниці, постачальник поїзної документації |
| 10                   | Журавель Анатолій Григорович    | 03.11.2010            | вища               | член Партії «ВІДРОДЖЕННЯ» | Пісочинська дитячо-спортивна школа, тренер-викладач                              |
| 12                   | Клєба Тетяна Олексіївна         | 03.11.2010            | середня спеціальна | член Партії «ВІДРОДЖЕННЯ» | ЮЦ Південної залізниці, технік                                                   |
| 27                   | Можевенко Владислав Вікторович  | 03.11.2010            | вища               | член Партії «ВІДРОДЖЕННЯ» | "«Моторвагонне депо Харків південної залізниці, машиніст                         |
| Партія регіонів      |                                 |                       |                    |                           |                                                                                  |
| 2                    | Крамаренко Надія Іванівна       | 03.11.2010            | середня            | член Партії регіонів      | Поштове відділення зв'язку сел. Коротич ЦПЗ № 7, листоноша                       |
| 3                    | Мирошниченко Людмила Григорівна | 03.11.2010            | вища               | член Партії регіонів      | ННЦІГА ім. О. М. Соколовського, науковий співробітник                            |
| 4                    | Бородін Сергій Олександрович    | 03.11.2010            | незакінчена вища   | член Партії регіонів      | Пісочинський ДЕП, водій                                                          |
| 6                    | Мухітдінова Тетяна Василівна    | 03.11.2010            | вища               | член Партії регіонів      | Коротичанська мед амбулаторія, головний лікар                                    |
| 7                    | Логвіненко Оксана Анатоліївна   | 03.11.2010            | вища               | член Партії регіонів      | Коротичанський ліцей, вчитель                                                    |
| 8                    | Кисленко Михайло Олексійович    | 03.11.2010            | вища               | член Партії регіонів      | пенсіонер                                                                        |
| 9                    | Логвіновська Світлана Василівна | 03.11.2010            | середня спеціальна | член Партії регіонів      | тимчасово не працює                                                              |
| 11                   | Чалюк Любов Олексіївна          | 03.11.2010            | вища               | член Партії регіонів      | Харківська гімназія № 86, вчитель                                                |
| 14                   | Сиротенко Антонина Миколаївна   | 03.11.2010            | вища               | член Партії регіонів      | Коротичанський ліцей, директор                                                   |
| 15                   | Копильченко Ніна Максимівна     | 03.11.2010            | середня спеціальна | член Партії регіонів      | пенсіонер                                                                        |
| 16                   | Бец Валентина Миколаївна        | 03.11.2010            | середня спеціальна | член Партії регіонів      | Коротичанська селищна рада, секретар виконкому                                   |
| 17                   | Яременко Вікторія Вікторівна    | 03.11.2010            | середня спеціальна | член Партії регіонів      | приватний підприємець                                                            |
| 18                   | Ключка Олексій Олексійович      | 24.01.2011            | вища               | член Партії регіонів      | пенсіонер                                                                        |
| 19                   | Костенко Павло Миколайович      | 03.11.2010            | середня спеціальна | член Партії регіонів      | Харківський метрополітен, слюсар-електрик                                        |
| 20                   | Лебідь Тетяна Іванівна          | 03.11.2010            | середня            | член Партії регіонів      | пенсіонер                                                                        |
| 21                   | Пономаренко Олена Михайлівна    | 27.12.2010            | середня            | член Партії регіонів      | Вокзал Харків-пасажирський, оператор комп'ютерного набору                        |
| 23                   | Ващенко Наталія Павлівна        | 03.11.2010            | середня            | член Партії регіонів      | Поштове відділення зв'язку сел. Коротич ЦПЗ № 7, листоноша                       |
| 24                   | Ключко Віталій Іванович         | 03.11.2010            | середня спеціальна | член Партії регіонів      | ТОВ агрофірма „Сади України“, охоронець                                          |
| 25                   | Олійник Юрій Валерійович        | 03.11.2010            | вища               | член Партії регіонів      | Коротичанський ліцей, вчитель                                                    |
| 28                   | Бабіч Олександр Вікторович      | 03.11.2010            | середня            | член Партії регіонів      | д/г „Комунар“, механізатор                                                       |
| 29                   | Рижих Тетяна Іванівна           | 03.11.2010            | середня спеціальна | член Партії регіонів      | »"ДСПКомунар, обліковець, економіст бухгалтер                                    |
| 30                   | Журба Сергій Іванович           | 03.11.2010            | середня            | член Партії регіонів      | ВАТ «Астер-В», начальник постачання                                              |
| Самовисування        |                                 |                       |                    |                           |                                                                                  |
| 5                    | Панова Зінаїда Олександрівна    | 03.11.2010            | середня            | позапартійна              | тимчасово не працює                                                              |
| 13                   | Кислий Богдан Володимирович     | 03.11.2010            | середня            | позапартійний             | ПП «Інвест Україна», водій                                                       |
| 22                   | Пархоменко Віктор Макарович     | 03.11.2010            | середня            | позапартійний             | пенсіонер                                                                        |
| 26                   | Герасименко Олена Іванівна      | 03.11.2010            | незакінчена вища   | позапартійна              | ТОВ «Бенетаж», психолог                                                          |